# Piero Mentasti
Piero Mentasti (Treviglio, 15 maggio 1897 – Venezia, 24 settembre 1958) è stato un politico e partigiano italiano.

## Biografia
Nacque a Treviglio il 15 maggio 1897; figlio di Ferruccio e Catterina Pozzoli, il 19 maggio venne battezzato nella parrocchia di S. Martino e S. Maria Assunta da mons. Ambrogio Portaluppi. Il padre era attivamente coinvolto nelle oepre sociali della parrocchia, promosse dallo stesso Portaluppi e dal canonico curato don Pompeo Ghezzi.
Iniziò la sua carriera politica a Rovigo nel 1919, nelle file del Partito Popolare italiano. In quell'anno dirigeva il settimanale diocesano Il Popolo, dalla tiratura - secondo fonti della Prefettura - di circa duemila copie. Nello stesso anno fu nominato segretario della locale Unione del Lavoro.
Nel 1921 fu eletto deputato nelle liste del Partito Popolare; fra il 1921 ed il 1925 diresse l'Associazione dei piccoli proprietari e fittavoli e fu segretario nazionale dei piccoli coltivatori.
Nel 1925, lasciata l'attività sindacale, aprì uno studio di contabilità a Padova.
Nel 1938 si recò negli Stati Uniti d'America.

### Attività nella Resistenza veneta
Durante il periodo della Resistenza lavorò al CLN veneto e fu segretario della Democrazia Cristiana per l'Alta Italia.

### Dopoguerra
Fu chiamato alla Consulta Nazionale, in qualità di ex deputato, nel 1945. Nello stesso periodo rivestì la carica di Alto Commissario per l'alimentazione durante i primi due governi De Gasperi. Sempre nel 1945 portò a termine l'operazione Gazzettino, consegnando il quotidiano veneziano alla Democrazia Cristiana che lo controllerà per circa quarant'anni.